# عبد الهادي الراوي

عبد الهادي الراوي مع عبد الكريم قاسم

العميد عبد الهادي محمد الفتيان الراوي (1920 - 1988)، هو قائد عسكري عراقي وسياسي ووزير سابق، ذو توجه قومي بصبغة إسلامية.
وُلد عام 1920 في راوة بالعراق، توفي والده وهو في عمر صغير، فتولى أخوه عبد الجبار رعايته. أكمل الابتدائية في راوة ثم انتقل إلى الديوانية حيث يعيش أخوه عبد الجبار وهناك أكمل دراسته الإعدادية. التحق بالكلية العسكرية في بغداد وتخرج منها في بداية الأربعينيات من القرن العشرين.
شارك في ثوره 14 تموز 1958 و قد كان برتبه مقدم في وقتها، عين في محكمه الشعب و لكنه انسحب منها بعد فترة وجيزة بسبب خلافه على مجرى المحكامات واتخاذ الأحكام.
بعد ثورة 8 شباط 1963، كان ضمن حركة حاولت القيام بانقلاب في نيسان 1963، لكنها اكتشفت وأعلن عنها في أيار 1963، فزج به في السجن، وقد تعرض للتعذيب وأفرج عنه بعد حركة 18 تشرين الثاني 1963.
شغل منصب وزير الزراعة في وزارة طاهر يحيى الثالثة (1964-1965)، ووزير رعاية الشباب في وزارة طاهر يحيى الرابعة (1967-1968) وكان في وقتها برتبة عميد.
زج به في السجن مرة ثانية بعد انقلاب 1968 وقد تعرض للتعذيب شديد هذه المرة. اعتزل الحياة السياسية بعدها، وانتقل بعدها هو عائلته بصورة سرية إلى مصر و مكث فيها أكثر من 13 سنة.
عاد إلى العراق سنة 1984 بعد صدور عفو سياسي عنه وتوفي سنة 1988 بسبب فشل كبدي يعتقد أن سببه تناول سم خلال إحدى زياراته للسفارة العراقية في القاهرة.
له ولدان هما الدكتور زيد والمهندس خالد وثلاث بنات، وله ثلاث أخوه هم عبد الجبار وعز الدين ومالك.